# Militares da República das Duas Nações
O Exército da República das Duas Nações ou Comunidade Polaco-Lituana consistia em dois exércitos separados,  o Exército da Coroa do Reino da Polônia e o Exército Grão-Ducal Lituano do Grão-Ducado da Lituânia, que após a União de Lublin de 1569, que se juntaram para formar a monarquia eletiva bi-conderada da Comunidade Polaco-Lituana. O exército de cada país era comandado por seus respectivos Hetmans. A formação mais singular de ambos os exércitos eram os hussardos alados. A Marinha da Comunidade Polaco-Lituana nunca desempenhou um papel importante e deixou de existir em meados do século XVII.
As forças da Comunidade estavam envolvidas em vários conflitos no sul (contra o Império Otomano), no leste (contra o Czarado da Rússia e, mais tarde, o Império Russo) e no norte (o Reino da Suécia); bem como em conflitos internos (mais notavelmente, várias revoltas cossacas). Durante o primeiro século, aproximadamente, os militares da Comunidade Britânica geralmente eram bem-sucedidos, mas perderam o sucesso a partir de meados do século XVII. Atormentado pela falta de fundos, o país se viu cada vez mais pressionado a defender o país e era inferior em número aos crescentes exércitos dos vizinhos da Comunidade.
Após o fim da Comunidade, as tradições militares da Comunidade seriam continuadas pelas Legiões Polonesas Napoleônicas e pelo Exército do Ducado de Varsóvia.

## Contexto
A Comunidade foi formada na União de Lublin de 1569 a partir do Reino da Polônia e do Grão-Ducado da Lituânia. Os exércitos desses estados diferiam da organização comum na Europa Ocidental, pois, de acordo com Bardach, as formações mercenárias (polonês: wojsko najemne), comuns ali, nunca ganharam popularidade na Polônia.  Brzezinski, no entanto, observa que os mercenários estrangeiros constituíam uma parte significativa das unidades de infantaria de elite, pelo menos até ao início do século XVII.  Na Polónia do século XV, várias outras formações constituíam o núcleo militar.  Havia um pequeno exército permanente, obrona potoczna ("defesa contínua") com cerca de 1.500 a 3.000 homens, pago pelo rei e principalmente estacionado nas problemáticas fronteiras sul e leste.  Foi complementado por duas formações mobilizadas em caso de guerra: a pospolite ruszenie (levée en masse polaca – recrutamento feudal de cavaleiros-proprietários de terras, na sua maioria nobres), e o wojsko zaciężne, recrutado pelos comandantes polacos para o conflito (diferia das formações mercenárias ocidentais por ser comandado por oficiais polacos e dissolvido após o fim do conflito). 
Vários anos antes da União de Lublin, a obrona potoczna polonesa foi reformada, quando o Sejm (parlamento nacional da Polônia) legislou em 1562-1563 a criação do wojsko kwarciane (nomeado em homenagem ao kwarta, o tipo de imposto cobrado sobre a propriedade real em terras reais com o propósito de manter esta formação).  Esta formação também foi paga pelo rei e, em tempos de paz, contava com cerca de 3.500 a 4.000 homens, de acordo com Bardach;  Brzezinski dá o intervalo de 3.000 a 5.000.  Era composto principalmente por unidades de cavalaria leve comandadas pela nobreza (szlachta) e por hetmans.  Muitas vezes, em tempos de guerra, o Sejm legislava um aumento temporário no tamanho do wojsko kwarciane. 

## Histórico operacional

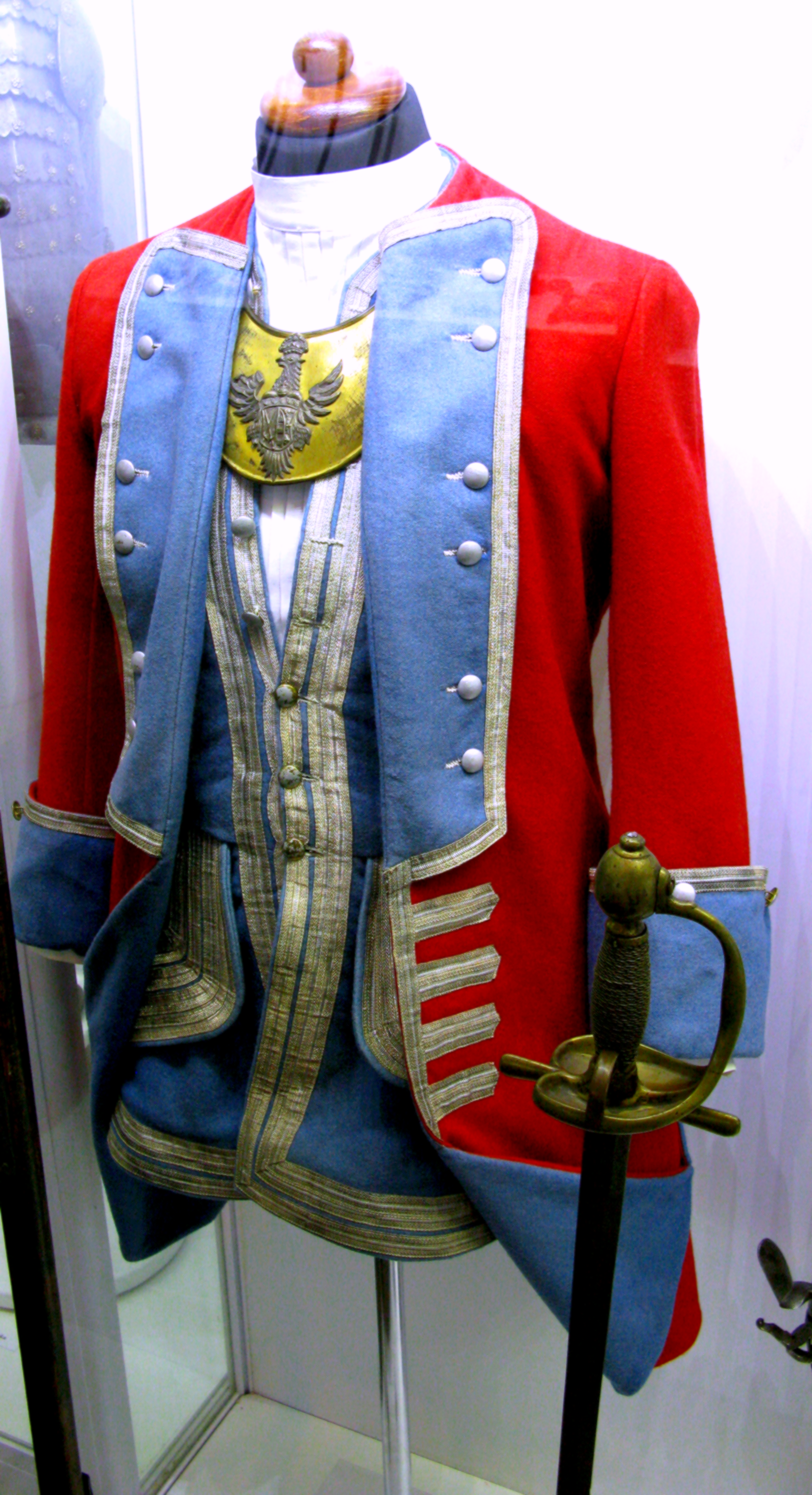
Uniforme de oficial da Guarda Real Polonesa, 1732

No seu apogeu, a Comunidade compreendia partes dos territórios da atual Polônia, Lituânia, Ucrânia, Bielorrússia, Letônia, Estônia e Rússia. Ela estava envolvida em conflitos ao longo da maioria de suas fronteiras, com apenas a fronteira ocidental com as terras do Sacro Império Romano-Germânico sendo relativamente pacífica. Em suas primeiras décadas, os principais conflitos incluíram a campanha da Livônia de Estevão Báthory, as intervenções na Moldávia, a rebelião de Danzig e a Guerra contra Sigismundo. 
O início do século XVII viu uma série de guerras polaco-suecas, guerras polaco-otomanas e guerras polaco-russas (Polaco-Moscovita, Smolensk). A Comunidade também sofreu com muitas revoltas cossacas, culminando na devastadora Revolta de Khmelnitski de 1648. Esse período também viu alguns dos comandantes militares mais talentosos da Comunidade: Stanisław Żółkiewski (1547-1620), Jan Karol Chodkiewicz (1560-1621), Stanisław Koniecpolski (1593-1646) e Stefan Czarniecki (1599-1665).  A Comunidade conseguiu sobreviver a esses conflitos e obteve várias vitórias importantes em todas as frentes, como a Batalha de Kircholm, a Batalha de Klushino, e capturou Moscou em 1612. Entretanto, a Revolta de Chmielnicki, juntamente com a Guerra Russo-Polonesa e o Dilúvio, todos ocorrendo por volta do mesmo período da década de 1650, paralisaram o país, resultando na perda da maior parte da Ucrânia para a Rússia no Tratado de Andrusovo em 1667. Em 1683, a Comunidade obteve a sua última grande vitória que ressoou no cenário europeu, a libertação de Viena pelo Rei João III Sobieski. 
Durante o século XVIII, as potências europeias (mais frequentemente constituídas pela Rússia, Suécia, Prússia e Saxônia) travaram várias guerras pelo controle dos territórios da Comunidade Polaco-Lituana, particularmente durante a Grande Guerra do Norte. No final do século XVIII, conflitos internos envolvendo inimigos estrangeiros, como a Guerra da Confederação de Bar, levaram à dissolução e divisão da Comunidade Polaco-Lituana entre seus vizinhos. As tentativas finais de manter a independência da Comunidade, incluindo as reformas políticas do Grande Sejm, falharam militarmente, com as derrotas na Guerra Polaco-Russa de 1792 e na Revolta de Kościuszko de 1794, terminando finalmente na partição final da Polónia-Lituânia e na dissolução final dos restos da Comunidade Polaco-Lituana. 

## Composição
Militares Polaco-Lituanos (1576–1795)
- Militares polaco-lituanos, 1576-1586. Pintura por Jan Matejko
- Militares polaco-lituanos, 1588–1632. Pintura por Jan Matejko
- Militares polaco-lituanos, 1633-1668. Pintura por Jan Matejko
- Militares polaco-lituanos, 1674-1696. Pintura por Jan Matejko
- Militares polaco-lituanos, 1697-1795. Pintura por Jan Matejko

### Organização

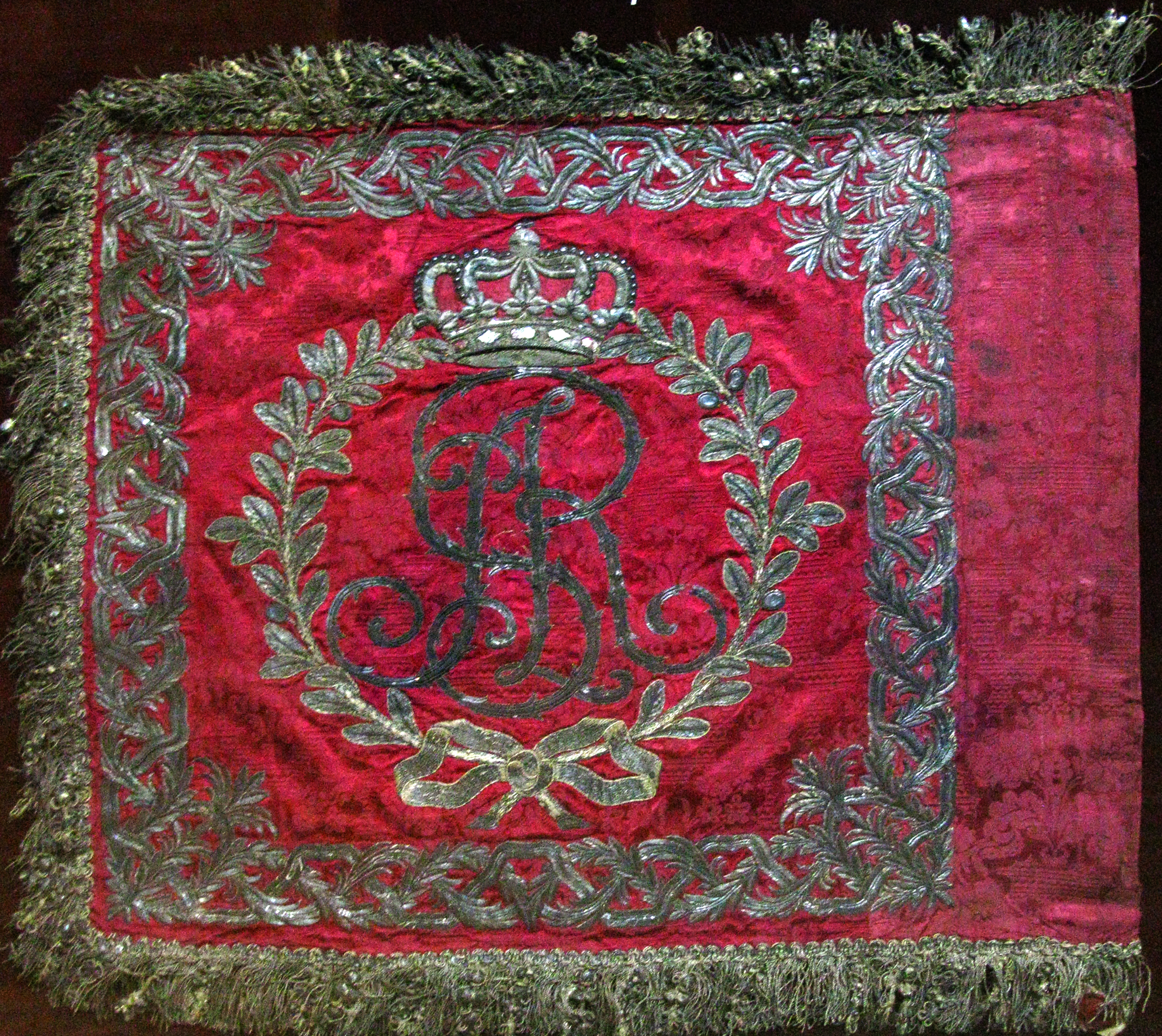
Estandarte do Esquadrão de Cavalaria Polaco-Lituano

Quando a Comunidade foi formada, havia pouca diferença prática entre as forças armadas polonesas e lituanas, mas elas eram mantidas separadas;  o exército lituano formava cerca de um quarto a um terço do exército da Comunidade.  O exército da Comunidade foi dividido em contingentes nacionais e estrangeiros (em polonês/polaco: autorament).  O nome era aplicado a diferentes tipos de unidades, regulamentos e quadros de oficiais; a maioria dos recrutas regulares para ambos vinham da Comunidade, principalmente a partir da década de 1630.  As unidades nacionais incluíam os hussardos alados e os pancerni poloneses mais leves e a petyhorcy lituana com algumas unidades de cavalaria leve, com a infantaria sendo a segunda distante em reputação; enquanto as unidades estrangeiras se concentravam em formações de infantaria e artilharia, com os dragões ganhando destaque a partir da década de 1620, e a cavalaria reiter logo depois. 
O contingente nacional foi organizado em formações tradicionais que remontam ao início da Idade Média, com chorągiew, comandado por um rotmistrz e composto por séquitos menores de poczet (lança), cada um composto por um towarzysz e um número variável de ajudantes.  O tamanho do chorągiew variou de apenas 60 a até 300 homens.  Dois ou mais choragwie (embora raramente mais de uma dúzia, e nunca mais de cerca de quarenta) formavam um pułk, um tipo de unidade semelhante à batalha medieval ou à divisão ou corpo moderno, que era liderado pelo pułkownik.  O contingente estrangeiro foi organizado em regimentos, muitas vezes com cerca de 500–1.000 homens, e dividido em companhias.  O rei João III Sobieski tentou na década de 1670 substituir as divisões de contingentes nacionais e estrangeiros por uma única estrutura, dividindo as unidades em infantaria, cavalaria e dragões, mas levaria muitas décadas até que essas reformas dessem frutos. 

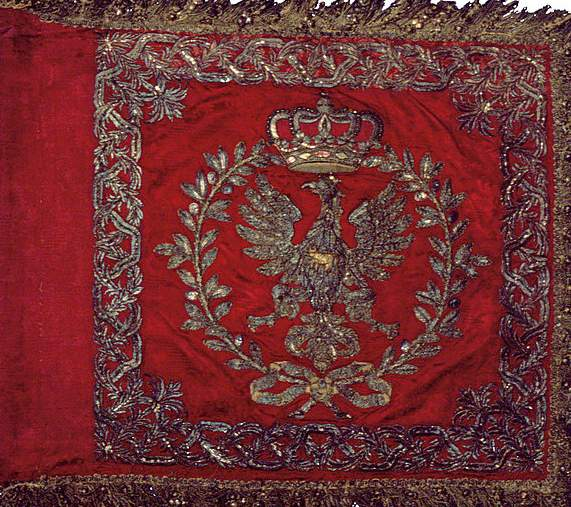
Reverso do Estandarte Esquadrão de Cavalaria Polaco-Lituano

### Formações e evolução
Após a criação da Comunidade, várias novas unidades militares foram introduzidas. Os primeiros entre eles foram os cossacos registrados, formados em 1578.  Eram tropas constituídas por cossacos, pagos pelo seu serviço e não sujeitos à servidão.  Seus números variaram de cerca de 500 a muitas vezes esse número, com o Tratado de Zboriv estabelecendo o recorde em 40.477. A recusa dos cossacos em se submeter à servidão e as tentativas da nobreza da Comunidade de forçá-los a isso levaram a muitas disputas políticas em relação ao tamanho do registro cossaco, o que causou inúmeras revoltas cossacas, principalmente no século XVII. Isso enfraqueceu o estado e, eventualmente, levou à subjugação e destruição dos cossacos pelo Império Russo.   Além das formações cossacas, outro grupo que prestou serviços notáveis ao estado foram os tártaros de Lipka, que residiam na Lituânia e forneciam algumas unidades de cavalaria leve e média para o exército lituano.  Sabe-se que persas e georgianos serviram no exército polonês. 
Durante o reinado de Estêvão Báthory no final do século XVI (1576–1586), foi formada uma formação de recrutamento baseada em camponeses, piechota wybranicka (lit. infantaria recrutada ou selecionada, também conhecida como piechota łanowa, lit. infantaria de área).  Baseava-se em camponeses de propriedades exclusivamente reais, que recebiam uma unidade de terra (łan) em troca de seus serviços.  A formação contava com cerca de 2.300 homens e, após as decepções iniciais, nunca foi vista como de grande valor militar.  Complementou a infantaria Hajduk, que prestou serviço principalmente no final do século XVI e XVII.  Em 1655 foi criada uma nova unidade de infantaria, a żołnierz dymowy (ou żołnierz łanowy). – lit. chaminé ou Soldado do łan, nomeado novamente após o tipo de imposto aplicado).  Exigia que todas as terras, independentemente de serem propriedade do rei, dos nobres ou da Igreja, fornecessem recrutas camponeses, e aplicava um requisito semelhante às cidades. 
A partir de 1613, as crescentes ineficiências do governo central, bem como o aumento das ameaças estrangeiras, levaram à criação de uma força de defesa territorial local, conhecida como żołnierz powiatowy (soldados do distrito recrutados pelas regiões do powiat).  As formações de artilharia, inicialmente compostas por estrangeiros, foram reformadas na década de 1630, com um novo imposto cobrado para sustentá-las. Esta época também marcou a introdução do posto de General de Artilharia nos exércitos da Comunidade.  Em meados do século XVII, os números de wojsko zaciężne e kwarciane mostraram-se insuficientes, o que levou à criação do wojsko komputowe (nomeado em homenagem ao komput, um documento aprovado pelo Sejm). Wojsko komputowe numerado (em 1649) 26.000. Simultaneamente, o wojsko kwarciane foi dissolvido e o kwarta foi direcionado para as forças de artilharia recém-criadas.  Brzezinski observa que o wojsko kwarciane foi dissolvido após sua derrota na Batalha de Batih em 1652.  Em 1659, após inúmeras guerras, o exército reformado contava com cerca de 54.000-60.000 homens; a partir desse momento, o número declinaria, uma vez que o país, empobrecido por essas guerras, não seria capaz de sustentar tal número. 
Outro elemento da defesa da Comunidade eram os vários exércitos privados dos magnatas mais poderosos. Em tempos de paz, estes consistiam em regimentos tipicamente pequenos com algumas centenas de homens, mas podiam chegar a 10.000, incluindo cavalaria e artilharia.  Em alguns casos, a contribuição dos magnatas podia ultrapassar a do principal exército da Commonwealth nas linhas da frente, embora os magnatas preferissem muitas vezes poupar as suas tropas, uma vez que não eram compensados pelo Estado pelas suas contribuições.  As tropas foram pagas e equipadas pelas famílias nobres mais ricas, como as famílias Opaliński, Lubomirski, Potocki, Ossoliński, Zamoyski, Koniecpolski, Sieniawski, Żółkiewski, Sapieha, Chodkiewicz, Pac e Radziwiłł. Esta foi uma das razões pelas quais os magnatas desempenharam um papel importante na política da Comunidade e, ocasionalmente, envolveram-se em sangrentas guerras civis, por exemplo, como a Guerra Civil Lituana (1697-1702), entre si. 
Da mesma forma, algumas cidades ocasionalmente mobilizavam guardas municipais e milícias. A guarda da cidade mais impressionante e as fortificações que a acompanhavam pertenciam ao porto de Gdańsk (Danzig), que contava com 12 companhias de infantaria de 6.000 homens no total em 1646.  Havia também um pequeno regimento de guarda real, pago diretamente pelo rei.  Em tempos de paz, a guarda real contava com cerca de 1.200 homens, mas frequentemente era expandida durante a guerra. A força real incluía uma bandeira de hussardos, unidades de cavalaria e infantaria de reiter, baseadas no modelo "estrangeiro".  Finalmente, havia também algumas milícias irregulares ou tropas mercenárias que não recebiam pagamento oficial, mas operavam com a permissão do governo e eram autorizadas a reter seus saques; os mais notáveis deles eram os Lisowczyks do início do século XVII. 
Tanto o estado como os magnatas apoiaram a construção e renovação de várias fortificações (como o Castelo Kamianets-Podilskyi). 
Exército Polonês da Revolta de Kościuszko, 1794
- Cavalaria polonesa
- Cavalaria polonesa
- Artilharia polonesa
- Infantaria polonesa
- Oficiais do exército polonês no acampamento, com cavalaria e infantaria ao fundo

### Estrutura de comando
O exército da Comunidade era comandado pelo rei, sob o qual serviam quatro hetmans: dois Grandes Hetmans (o Grande Hetman da Coroa e oGrande Hetman Lituano) e dois Hetmans de Campo (o Hetman de Campo da Coroa e oHetman de Campo Lituano).  O cargo de hetman surgiu no final do século XV como resultado da introdução do wojsko zaciężne e da necessidade de comandantes militares mais profissionais do que o rei normalmente poderia fornecer. Na década de 1530, o sistema de hetman evoluiu para cargos regulares que existiriam em paralelo na Polônia e na Lituânia pelos três séculos seguintes. A partir de 1581, tornou-se oficialmente uma nomeação vitalícia.  Os hetmans tinham o direito de realizar justiça sumária no campo. O Grande Hetman da Coroa tinha o direito de manter seus representantes no Império Otomano, o que lhe permitiu influenciar as relações Polônia-Otomano e também lançou as bases para os primeiros serviços de inteligência poloneses.  O representante do Hetman era conhecido como regimentarz e podia substituir temporariamente o hetman. 

## Marinha
A Marinha da Comunidade Britânica era pequena e desempenhou um papel relativamente menor na história da Comunidade Britânica. Apesar de terem acesso ao Mar Báltico, nem a Polônia nem a Lituânia tiveram qualquer marinha significativa ao longo de suas histórias. No século XVI, quando a Polônia e a Lituânia se envolveram em conflitos na Livônia, o rei polonês Sigismundo II Augusto apoiou as operações dos corsários, mas isso encontrou oposição do principal porto da Polônia, Gdańsk (Danzig), que os via como uma ameaça ao seu comércio. Isso levou ao desenvolvimento de um porto corsário em Puck. Na virada do século, a Polônia-Lituânia era governada pela Casa de Vasa e estava envolvida em uma série de guerras com a Suécia . Os reis Vasa tentaram criar uma frota adequada, e Ladislau IV Vasa construiu um porto dedicado à marinha real em Władysławowo, mas suas tentativas falharam repetidamente, devido à falta de fundos no tesouro real (vendo pouca necessidade da frota, a szlachta se recusou a aumentar os impostos para sua construção, e Gdańsk se opôs continuamente à ideia de uma frota real). Embora Ladislau tenha comprado 12 navios, eles foram vendidos entre 1641 e 1643, marcando o fim da Marinha da Comunidade. 

## Logística e táticas
Devido à falta de um sistema logístico centralizado, os exércitos da Comunidade estavam sobrecarregados com grandes trens de bagagem . Até certo ponto, isso se transformou em uma vantagem com o desenvolvimento do tabor – carroças militares puxadas por cavalos, geralmente transportando suprimentos do exército. O uso de vagões para formações defensivas foi aperfeiçoado pelos cossacos e, em menor grau, usado por outras unidades da Comunidade.  Os exércitos da Comunidade dependiam da cavalaria, que a nobreza considerava muito mais respeitável do que a infantaria.  Apesar das reformas do século XVII, perdeu muito do seu significado militar no século XVIII; a principal razão para isso foi a falta de financiamento suficiente. 

## Problemas e reformas
Com a crescente influência de potências estrangeiras na Comunidade, o Sejm Silencioso de 1717, dominado pela Rússia, declarou que o tamanho do exército da Comunidade deveria ser de 24.200 (18.000 da Polônia e 6.200 da Lituânia). Devido à tributação insuficiente, os militares muitas vezes não eram pagos adequadamente, o que levou a um tamanho de exército relativamente pequeno; em meados do século XVIII, a Comunidade tinha fundos para formar um exército de cerca de 24.000, enquanto os exércitos dos vizinhos da Comunidade eram frequentemente até 12 vezes maiores: o Exército Imperial Russo contava com 300.000; o Exército Prussiano e o Exército Imperial Austríaco, 150.000,  e algumas décadas depois, a Comunidade conseguiu formar um exército de cerca de 16.000, com os exércitos prussiano e austríaco aumentando para 200.000.  O tamanho declarado do exército da Comunidade foi ainda mais exagerado, pois parte do dinheiro foi perdido devido à corrupção. A primeira metade do século XVIII, após o Sejm de 1717, marca o ponto mais baixo do exército da Commonwealth, pois carecia de fundos e treinamento, e era usado principalmente para fins cerimoniais.  A única reforma construtiva daquela época foi a introdução de um orçamento estável (embora grosseiramente insuficiente) para os militares.  Além disso, as unidades não pagas do exército eram conhecidas por se amotinarem e formarem confederações, ocupando as próprias terras da Comunidade até que fossem devidamente pagas ou saqueadas o suficiente para se satisfazerem. 
A tendência se inverteu após a eleição do último rei da Polônia, Estanislau II Augusto, em 1765, e a introdução do novo órgão governante, o Conselho Permanente, em 1775. O seu Departamento Militar tentou modernizar o exército e aumentar o seu tamanho (embora mesmo o número alvo de 30.000 nunca tenha sido atingido).  Uma grande reforma militar ocorreu com a aprovação da Constituição de 3 de maio de 1791, que estabelecia que os exércitos deveriam ter 100.000 homens.  (O número exato só seria definido em 22 de maio de 1792, em 25.654 cavalaria e 72.910 infantaria).  Uma nova lei de recrutamento foi introduzida, afetando todas as terras (reais, nobres e de propriedade da Igreja). Com os dias da Comunidade contados, a Constituição nunca foi totalmente implementada na prática, embora a nova Comissão Militar tenha visto o Exército expandido para 65.000 antes da derrota polonesa na Guerra em Defesa da Constituição.  Depois que a Comunidade foi derrotada naquela guerra e a Constituição foi revogada, o total militar foi reduzido para cerca de 36.000. Em 1794, os russos exigiram uma nova redução do exército para 15.000. Esta exigência foi uma das faíscas da guerra final da Comunidade, a Revolta de Kościuszko. 